# Alfa Pendular

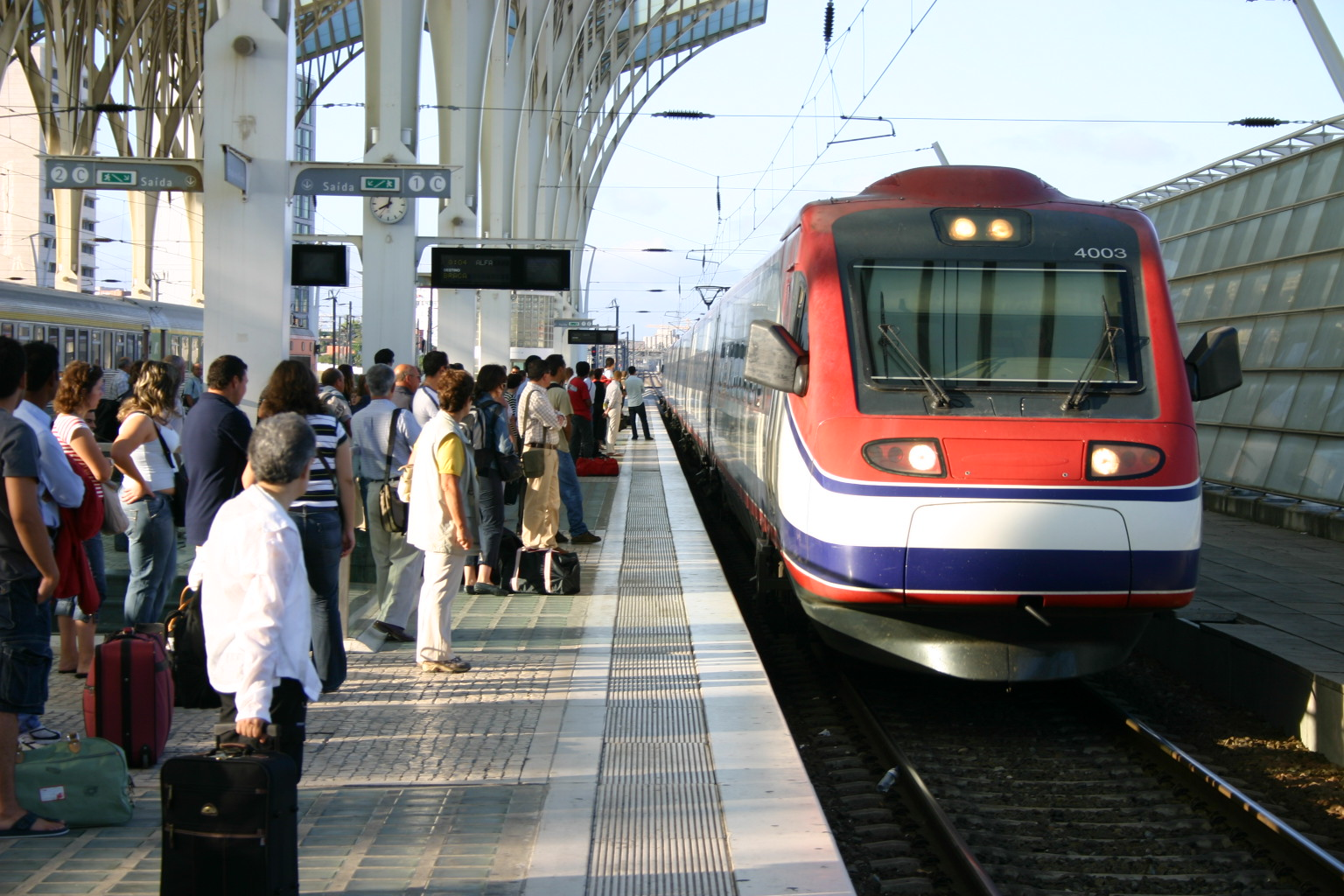
Un Alfa Pendular (con su anterior decoración) en la Estación de Oriente en Lisboa en dirección a Oporto/Braga.

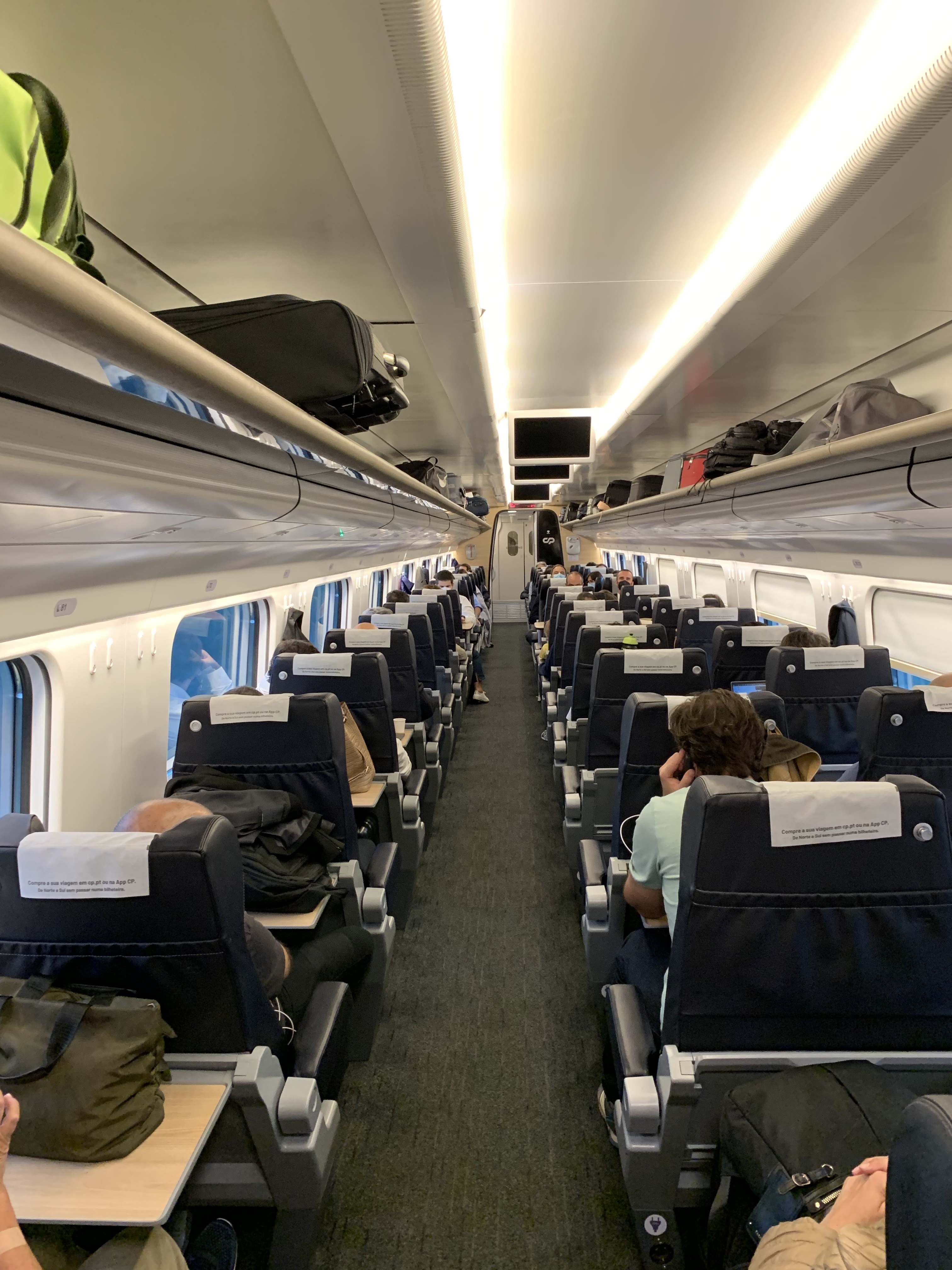
Interior de la 1.ª Clase del Alfa Pendular tras su remodelación

Alfa Pendular es el nombre comercial de un servicio ferroviario de alta velocidad operado por la compañía portuguesa Comboios de Portugal. Este servicio conecta las ciudades de Braga, Oporto, Coímbra, Lisboa y Faro entre otras ciudades a una velocidad máxima comercial de 220 km/h.

## Descripción
El servicio Alfa Pendular se introdujo en 1999, reemplazando al servicio Alfa (servicio proporcionado por trenes como locomotoras + vagones) y conectando solo las ciudades de Lisboa y Oporto.  
La tecnología de pendulación activa de los trenes utilizados para estos servicios permite circular en las curvas a velocidades más elevadas que los trenes convencionales con la consecuente reducción del tiempo de viaje. 

## Flota

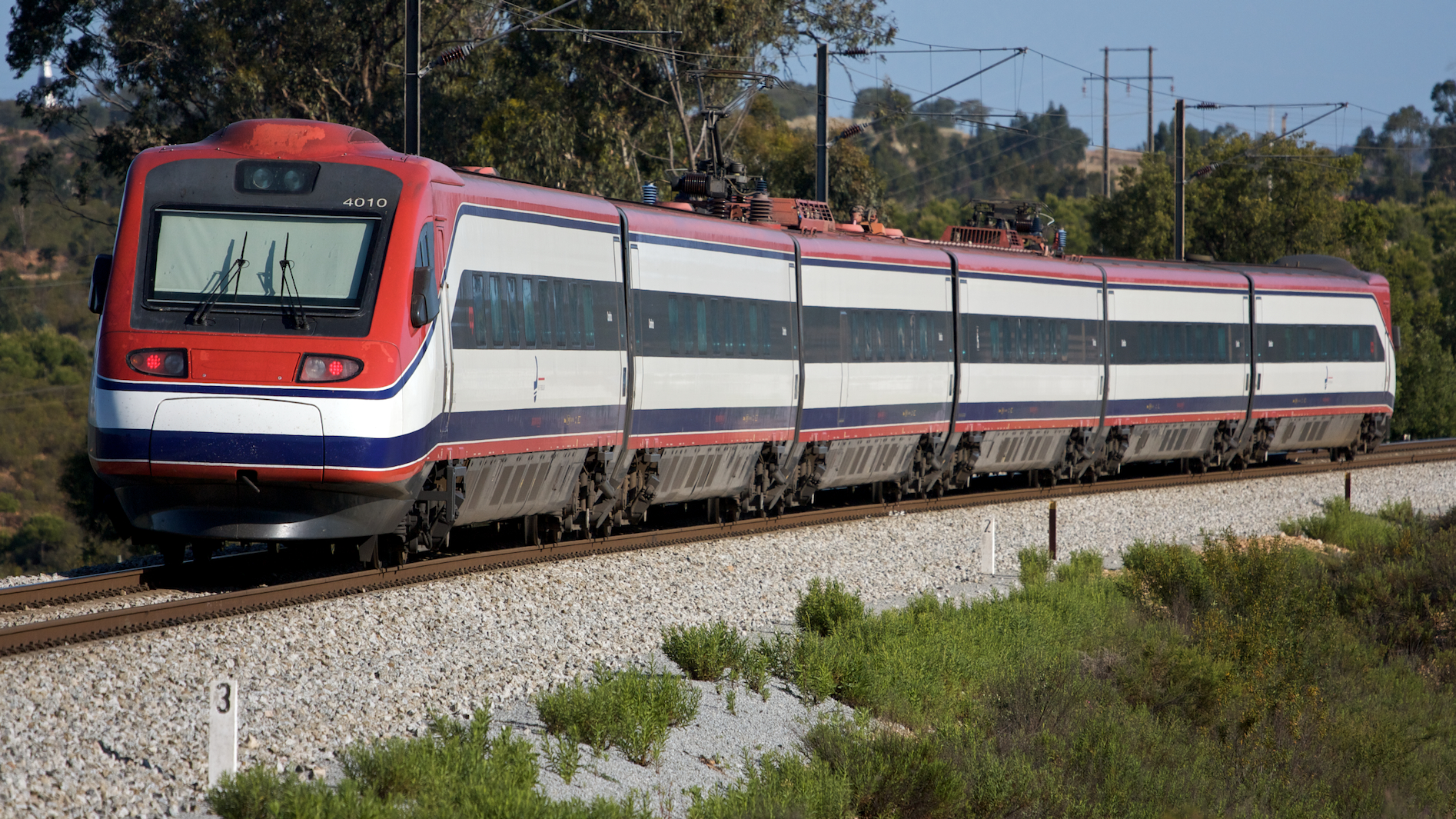
Alfa Pendular

El tipo de tren utilizado para prestar los servicios Alfa Pendular es la Serie 4000, una versión de los trenes de alta velocidad tipo "Pendolino" ETR 460 con el diseño de Giugiaro fabricado por Fiat.
Los motores de tracción tienen una potencia de 4,0 MW. Los bogies tuvieron que ser rediseñadas para operar en ancho de vía de 1668 mm (denominado ancho ibérico y utilizado en Portugal y España). Los trenes fueron montados por Alstom en la factoría de Amadora.
A comienzos del 2017 los trenes fueron renovados con una cromática de colores plateada y negra, además de nuevos interiores, librea, asientos, WI-FI y enchufes.

## Rutas
Los servicios Alfa pendular cuenta con 3 rutas:

#### Lisboa Santa Apolónia - Porto Campanhã
El viaje entre la estación de Lisboa Santa Apolónia y Porto Campanhã dura 3 horas y 9 minutos. Hay 4 servicios diarios con parada en:
- Lisboa Oriente
- Coimbra B
- Aveiro
- Vila Nova de Gaia

#### Lisboa Santa Apolónia - Braga
El viaje entre la estación de Lisboa Santa Apolónia y Braga dura 3 horas y 37 minutos. Hay 4 servicios diarios con parada en:
- Lisboa Oriente
- Coimbra B
- Aveiro
- Vila Nova de Gaia
- Porto Campanhã
- Famalicão
- Nine

#### Porto Campanhã - Faro
El viaje entre Porto Campanhã y Faro dura 5 horas y 58 minutos. Hay 2 servicios diarios con parada en:
- Vila Nova de Gaia
- Aveiro
- Coimbra B
- Lisboa Oriente
- Lisboa Entrecampos
- Pinhal Novo
- Tunes
- Albufeira-Ferreiras
- Loulé - Praia de Quarteira

## Futuro
El gobierno del primer ministro António Costa ha licitado las obras de electrificación y mejora de la vía entre Oporto y la frontera con Galicia con el objetivo de que la obra del lado portugués este acabada en el 2029, solo quedaría que España electrificase 8 km de vía entre el río Miño y la estación de Guillarey para permitir la llegada de los Alfa Pendular a Vigo donde podría realizarse un transbordo para continuar el viaje a La Coruña, Santiago de Compostela y Pontevedra a través del Eje Atlántico de Alta Velocidad, que se inauguró en marzo del 2015, o incluso acabar consolidando los servicios de Alfa Pendular por toda la fachada atlántica de la Península, con trenes directos entre La Coruña y Faro, pasando por Vigo, Oporto, Lisboa y el resto de ciudades de la ruta.